# (511551) 2014 UD225
(511551) 2014 UD225 est une planète mineure classée comme cubewano.

## Caractéristiques
2014 RM225 mesure environ 135 km de diamètre et possède une petite lune de 35 km de diamètre selon Johnston.